# オラシオ・ロモ
オラシオ・ロモ（西: Horacio Romo, 1973-）は、ブエノスアイレス生まれ。アルゼンチン・タンゴのバンドネオン奏者、楽団指揮者、作曲家、編曲家。

## 略歴
9歳よりバンドネオンの手ほどきを受け、フリオ・パネ等に師事。14歳よりプロの演奏家として活動を開始。コロールタンゴ楽団（Orquesta Color Tango）、エスクエラ・デ・タンゴ楽団（Orquesta Escuela de Tango）などで経験を重み、2000年にはロサンジェルス・フィルハーモニックの招待を受け、アストル・ピアソラの楽曲を披露した。
ピアソラと長く共演したヴァイオリン奏者、フェルナンド・スアレス・パスが率いる五重奏団、アストル・ピアソラ財団五重奏団（Quinteto Fundacion Astor Piazzolla）、クリスティアン・サラテ六重奏団（Cristian Zarate Sexteto）、ニコラス・レデスマ四重奏団（Nicolas Ledesma Cuarteto）、セレクシオン・ナシオナル・デ・タンゴ（Seleccion Nacional de Tango）など、複数の楽団においても演奏を行う。
また、多くのアルゼンチンを代表するタンゴ歌手（ロベルト・ゴジェネチェ、ラウル・ラビエ、ギジェルモ・フェルナンデス、マリア・グラーニャ、ビルヒニア・ルーケなど）と共演し、伴奏を務めた。
世界的なタンゴブームのきっかけとなったショー、タンゴ・アルヘンティーノに貢献した楽団セステート・マジョールのリーダーであったホセ・リベルテーラのバンドネオンを譲り受け、現在は同楽団の第1バンドネオン奏者・指揮者としても活動を行う。
2017年1 - 3月、民音・タンゴシリーズ＜48＞ドラマチック・タンゴ 「バンドネオンの匠」に自身が率いるオラシオ・ロモ・セステート（Horacio Romo Sexteto）として参加し、日本全国34カ所のコンサートホールにて演奏を行う。同時発売されたCDアルバム「Tangos del Alba」（夜明けのタンゴ）には自らが作曲した「Camino En El Amanecer」（夜明けの道）が収録されている。

## 作品

### アルバム
- Tangos del Alba 夜明けのタンゴ（2017年 MUSAS）

### 主な参加アルバム
- Piazzolla: Suite Punta del Este (1996年 Sondor)
- Tierra querida ティエラ ケリーダ 青木菜穂子 (2005年 Bishop Records)
- Cafe de los Maestros アルゼンチンタンゴ 伝説のマエストロたち (2010年 ライス・レコード)
- Our Last Tango ラスト・タンゴ オリジナル・サウンドトラック (2016年 SMJ)
- Quilombo! Tango Nuevo Cabaret: A Tribute to Astor Piazzolla (2016年 Tangoman Records)